# Каплин, Михаил Львович
Михаил Львович Каплин (22 ноября (4 декабря) 1888, Уральск — до 1922) — войсковой старшина, командир уральского авиаотряда (1918), начальник Воздушного флота Юго-Западной армии (1918—1919).

## Биография
Михаил Каплин родился 22 ноября (4 декабря) 1888 года в Уральске в семье губернского секретаря Уральского казачьего войска Льва Каплина. Михаил окончил Оренбургский Неплюевский кадетский корпус, после чего поступил в Николаевское инженерное училище, их которого выпустился по первому разряду. Уже во время Первой мировой войны он стал выпускником Севастопольской авиашколы, получив званием военного лётчика (1915—1916).
1 (14) июля 1906 года Каплин приступил к воинской службе в звании юнкера Русской императорской армии. В начале августа 1909 года он стал подпоручиком, а в октябре 1911 — поручиком. Во период Великой войны, в начале мая 1915 года, он был произведён в штабс-капитаны, с формулировкой «за боевые отличия». После Февральской революции, в сентябре 1917 года, Михаил Львович дослужился до капитанского чина, также «за боевые отличия». Во время Гражданской войны он стал есаулом (по состоянию на 1918 год) и войсковым старшиной (с середины августа 1918, со старшинством с января 1917).

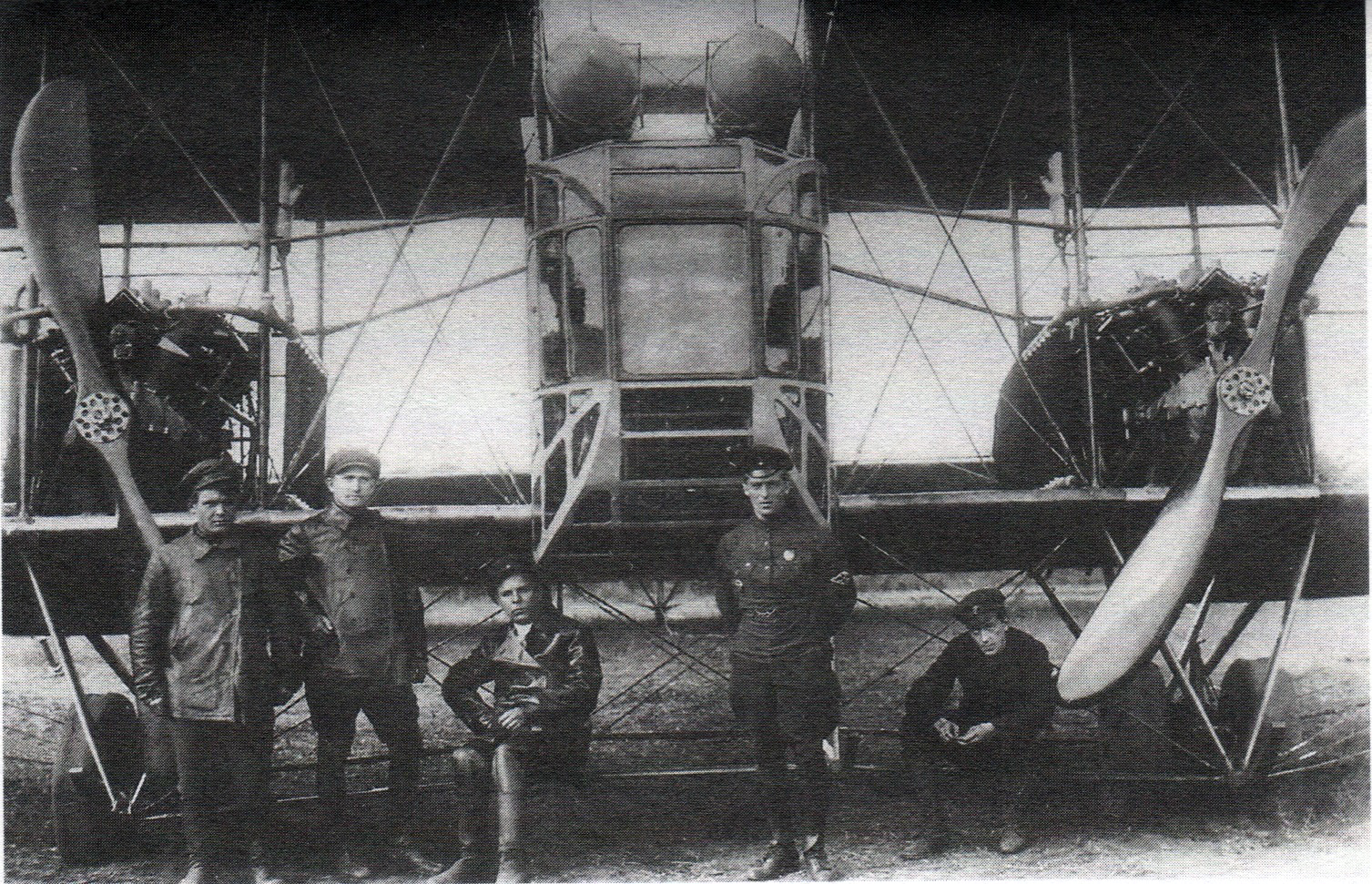
Авиачасти гражданской войны (1920)

Каплин служил во 2-и Сибирском понтонном батальоне с августа 1909 года. С сентября 1910 года он числился во 2-м Сибирском сапёрном батальоне. После начала Первой мировой, с августа 1914 года, он стал младшим офицером 1-й сапёрной роты, а затем и её командиром (август-сентябрь 1915). 1 (14) августа 1916 года Михаил Львович поступил в шестой корпусной авиаотряд младшим офицером-летчиком — в декабре стал командующим этого отряда. В октябре 1917 года он был командирован в Петроград в Академию Генерального штаба для прохождения сокращённого курса. В середине декабря Каплин отбыл в месячный отпуск в родной Уральск. Был зачислен на льготу в Уральское войско (февраль 1918 года).
В середине марта 1918 года Михаил Каплин получил пост начальника Пионерного отряда, затем он стал командиром Головного отряда на станции Семиглавый Map. С этом отрядом в апреле-мае он оказался в составе войск Шиповского фронта. Со 2 мая он был переведён в авиацию: «Отличный летчик, любит дело авиации и всецело ему предан... иногда слишком считается с мнением подчиненных» – говорилось в его аттестации. В начале июня Михаил Львович возглавил уральский авиаотряд (состоявший в начале из единственного «пленного самолета»), затем он стал командиром 9-го авиаотряда уральских казаков и начальником Воздушного флота Юго-Западной армии (с декабря). По данным опросов пленных казаков, к ноябрю «в Уральске было два аэроплана, стоявших без употребления за неимением лётчиков».
Каплин также являлся начальником Воздушного флота всего Юго-Западного фронта при штабе атамана А. И. Дутова, а позже — в 1919 году — и всей Оренбургской отдельной армии. Погиб при отступлении войск адмирала Колчака.

## Награды
- Орден Святого Станислава 3 степени[1]
- Орден Святой Анны 4 степени: «за храбрость»[1]
- Орден Святого Станислава 2 степени с мечами[1]
- Орден Святого Владимира 4 степени с мечами и бантом[1]
- Орден Святой Анны 3 степени с мечами и бантом[1]
- Орден Святой Анны 2 степени с мечами[1]